# Marco Tarquinio
Marco Tarquinio (Foligno, 16 marzo 1958) è un giornalista e politico italiano, direttore del quotidiano Avvenire dal 2009 al 2023.

## Biografia
Residente fin dalla nascita ad Assisi, Tarquinio è stato scout nell'Agesci locale. Sposato dal 1986, ha due figlie.
Tarquinio lavora come cronista al settimanale cattolico umbro La Voce tra il 1981 e il 1984. Dal 1983 è corrispondente da Assisi, e poi nella redazione perugina, per il Corriere dell'Umbria, dove ottiene la qualifica di giornalista professionista.
Nel 1988 si trasferisce a Roma presso la redazione del gruppo di quotidiani locali La Gazzetta, diretto da Giuseppe Crescimbeni, dove è cronista politico-parlamentare. Due anni dopo, nel 1990, passa a Il Tempo, allora guidato da Franco Cangini, dove si occupa prima di politica estera, quindi di nuovo di cronache politico-parlamentari, divenendo infine capo della redazione politica ed editorialista. Si dimette dal ruolo di caporedattore politico nel novembre 1993, in dissenso con la nuova linea del quotidiano a sostegno di Gianfranco Fini candidato alla carica di sindaco di Roma.
Nel febbraio 1994 Tarquinio passa al quotidiano cattolico Avvenire, diretto da Dino Boffo, come caporedattore della redazione milanese, e poi di quella romana. Nel luglio 2007 è nominato vicedirettore. Nel settembre 2009, nel pieno del caso Feltri-Boffo , assume la vicedirezione responsabile e nel novembre dello stesso anno viene confermato direttore di Avvenire, promuovendo negli anni molte campagne informative su temi umanitari, ambientali e biotetici con speciale attenzione alle "guerre dimenticate". Tra la fine del 2017 e la metà del 2023 Avvenire si colloca tra i primi quattro quotidiani generalisti italiani. Lascia la direzione di Avvenire nel maggio 2023.
Dal 2011 al 2016, fino alla cessazione dell'attività di quel dicastero della Santa Sede, è stato consultore del Pontificio Consiglio delle Comunicazioni Sociali.
Vicepresidente della Società Dante Alighieri, dal 25 marzo 2017 è Accademico d’onore dell’Accademia di Belle Arti di Perugia “Pietro Vannucci”.
Dal gennaio 2023 al settembre 2024 è stato Magistrato-Presidente dell’Ente Calendimaggio di Assisi.
Dal 2010 ha ricevuto molteplici premi nell'ambito giornalistico e umanitario, tra cui il Premio Buone Notizie, Caserta, nel 2011; Premio Artigiano della Pace, Sermig, Torino, 2014, Premio Unicef, Trieste, 2021, premio “Montale-Fuori di casa” per il giornalismo, La Spezia-Milano, 2022; premio Internazionale “Ignazio Silone”, Pescina, nel 2022; premio Nazionale ANPI “Renato B. Fabrizi”, Osimo, 2022; premio "Colombe d'Oro per la Pace", Archivio Disarmo, Roma, 2022;  Premio “Angelo Narducci” per il giornalismo, Lerici, 2023, Premio “Ambasciatore dell’Umanità”, Consiglio Italiano per i Rifugiati (CIR), Roma, 2023, Premio Nesi, Livorno, 2024
Alle elezioni europee del 2024, accetta la candidatura "civica" offertagli dalla segretaria Elly Schlein nella lista del Partito Democratico per la circoscrizione centrale, venendo inserito in quarta posizione. È sostenuto da DemoS e da PER-Le persone e la comunità. 
Con oltre 43.000 preferenze raccolte si colloca in sesta posizione e risulta eletto con la rinuncia di Schlein.